# Nadjma Ali Nadjim
Nadjma Ali Nadjim est une footballeuse internationale française, née le 19 septembre 1994 à Marseille. Elle évolue au poste d'attaquante à l'AS Saint-Étienne en Division 1, ainsi qu'en Équipe de France.

## Biographie
Originaire du quartier de La Castellane à Marseille, Nadjma Ali Nadjim rejoint à l'âge de cinq ans le club de l'Association Jeune Nouvelle Vague. Elle déménage à Lyon à 11 ans, jouant au CO Saint-Fons, l'AS Minguettes Vénissieux, l'Olympique lyonnais, le Grenoble Métropole Claix puis le  Grenoble Foot 38.
En juin 2017, elle rejoint le Football Club des Girondins de Bordeaux.
Elle joue son premier match en équipe de France le 24 novembre 2017, en amical contre l'équipe d'Allemagne (défaite 4-0), devenant ainsi la première Girondine sélectionnée en équipe de France,,.
Elle quitte Bordeaux pour le FC Fleury 91 en juin 2018, puis devient joueuse de l'Olympique de Marseille en juin 2019.
En février 2020, elle rejoint le club de deuxième division de l'AS Nancy-Lorraine.